# La morte non ha sesso
La morte non ha sesso è un film del 1968, diretto da Massimo Dallamano.

## Trama
Un ispettore tedesco sta indagando su una banda criminale coinvolta nel traffico di droga. Allo stesso tempo sta covando il sospetto che sua moglie lo tradisca con uno dei membri della banda. Accecato dalla gelosia, rimette in libertà un pericoloso assassino e lo guida verso sua moglie, affinché la uccida. Ma le azioni hanno delle conseguenze e l'ispettore ricaverà una discreta dose di sfortuna.

## Colonna sonora
Le musiche sono state composte da Giovanni Fusco e Gianfranco Reverberi, arrangiate da Willard Jones e dirette da Gianfranco Reverberi. Alla registrazione ha partecipato il soprano Edda Dell'Orso.